# Orangutan bornejský
Orangutan bornejský (Pongo pygmaeus) je lidoop z rodu orangutan, který žije na ostrově Borneo. Spolu s orangutanem sumaterským a orangutanem tapanulijským patří k jedinému rodu lidoopů, který pochází z Asie. Stejně jako ostatní hominidé jsou i orangutani vysoce inteligentní a dokáží velmi dobře zacházet s nástroji a zhotovovat je. Mají také vysoce vyvinuté společenské chování. Orangutani sdílejí s lidmi přibližně 97 % DNA.
Orangutan bornejský je kriticky ohrožený druh díky odlesňování kvůli plantážím pro pěstování palmy olejné na výrobu palmového oleje. Velké nebezpečí pro něj znamená i jeho lov.

## Popis
Hmotnost orangutana bornejského dosahuje až 100 kg. V zajetí se dožívá až 60 let. Populaci tvoří cca 50 000 jedinců.[zdroj?] Je dobře přizpůsoben životu na stromě, proto se liší délka jeho předních a zadních končetin. U samců se vyskytuje výrazný hrdelní vak, který slouží k zesílení hlasových projevů. Postupem let vyrůstají orangutanovi na tvářích zduřeniny, tvořené tukem a vazivem. Tělo je pokryto řídkou dlouhou splývavou srstí.

## Rozmnožování
Samice obvykle v šestiletém intervalu rodí jedno mládě, o něž se stará sedm let, tedy nejdéle ze všech zvířat.[zdroj?] Orangutani žijí v malých skupinách nedospělých zvířat, dospělí se pohybují blízko sebe a stále spolu komunikují (tvoří tzv. residentní sociální skupinu, zvanou noyau). Pokud však tlupa nenachází dostatek potravy, mohou orangutani žít solitérně.

## Strava
Hlavní složkou potravy je vegetariánská strava (listy, plody: fíky, ořechy, kořínky). Malé množství živočišných bílkovin získávají z drobných obratlovců.

## Chov v zoo
V zajetí je chov velmi náročný a je jako u všech lidoopů hlídán a řízen mezinárodním koordinátorem. Každý jedinec je evidován v plemenné knize. Expozice jsou nákladné a přísně kontrolované, musejí splňovat vysoké hygienické nároky (např. být omyvatelné) a disponovat dostatkem přepouštěcích místností.
V České republice chová orangutany bornejské Zoo Dvůr Králové nad Labem. Na Slovensku je chová Zoo Bojnice.
V minulosti je chovala Zoo Ústí nad Labem.
Křížence orangutana sumaterského a bornejského Ferdu, který se narodil v roce 1969 v německé zoo ve Frankfurtu nad Mohanem, získala v jeho třech letech Zoo Praha; po poškození areálu po povodních v roce 2002 se přestěhoval do Zoo Ústí nad Labem, kde zemřel v dubnu 2024 ve věku 54 a půl roku.